# Bitva o Vasylkiv
Bitva o Vasylkiv byla vojenským střetnutím mezi Ruskou federací a Ukrajinou, které se odehrálo 26. února 2022 během ruské invaze do Ukrajiny v roce 2022. Ukrajinská armáda odrazila ruský útok, a tím výrazně snížila hrozbu obklíčení Kyjeva, které se následně vlivem nedostatečného množství ruských sil zapojených do kyjevské ofenzívy ukázalo jako nerealistické. O okolnostech útoku nejen kvůli vzdálenosti od frontové linie, ale i kvůli nedostatku zveřejněných důkazů přitom panují pochybnosti. Dle ukrajinské strany se na útoku podílely výsadkové síly, příslušníci speciálních jednotek a spící buňky místních proruských sabotérů.

## Pozadí
Město Vasylkiv, ležící v Kyjevské oblasti zhruba 30 km jihozápadně od Kyjeva, mělo před ruskou invazí zhruba 36 tisíc obyvatel. Obsazení ruskými vojsky by znamenalo prakticky odříznutí významné zásobovací trasy do hlavního města po nedaleké dálnici M-05, spojující Kyjev a Oděsu.
Severozápadně od Vasylkivu se navíc nachází letecká základna a velitelství protivzdušné obrany v oblasti. Jejich ztráta by kromě dopadů na vzdušnou obranyschopnost obránců zároveň znamenala možnost zásobovat letecky ruské jednotky při případném útoku na Kyjev v z jihu.

## Bitva
Nedaleké letiště se jako významný strategický cíl stalo terčem ruského bombardování již od začátku invaze 24. února. Brzy ráno 26. února začali ruští výsadkáři přistávat u města Vasylkiv. Ve městě probíhaly těžké boje mezi ruskými výsadkáři a ukrajinskými obránci. Podle amerických a ukrajinských představitelů sestřelila v 1:30 ukrajinská stíhačka Su-27 ruský Iljušin Il-76 s výsadkáři. Ve 3:20 byl nad nedalekým městem Bila Cerkva sestřelen druhý Iljušin Il-76.
Starostka Vasylkivu uvedla, že ukrajinských zraněných je přes 200. Později prohlásila, že ukrajinské síly odrazily útok ruských výsadkářů na vojenskou leteckou základnu poblíž města a na hlavní ulici, přičemž situace ve městě se uklidnila. The Wall Street Journal uvedl, že ukrajinské síly ráno hlídkovaly ve městě a pátraly po ruských uprchlících.
Brzy ráno 27. února zasáhla ruská raketa ropný sklad ve Vasylkivu a zapálila ho.